# 髮校山
髮校山（韓語：발교산）是一座位于韓國江原道横城郡与洪川郡之间的山峰，主峰標高海拔998公尺。